# Almelo's Liberaal Alternatief
Almelo's Liberaal Alternatief (ALA) is een lokale politieke partij in de gemeente Almelo. Tijdens de gemeenteraadsverkiezingen van maart 2006 ging ALA een lijstverbinding aan met BurgerBelangen Almelo (BBA), een andere lokale partij. ALA heeft 1263 stemmen gekregen wat neerkomt op één raadszetel. Deze werd ingenomen door lijsttrekker Gijs Stork. Nadat Stork van 2004 tot 2007 lid was van de rekenkamercommissie, werd hij op 18 maart 2008 opnieuw benoemd als intern lid.

## Reden van oprichting
ALA is een afsplitsing van toenmalige collegepartij VVD. Er heerste onder enkele raadsleden onvrede over de koers die werd uitgestippeld. Twee maanden voor de gemeenteraadsverkiezingen werden gehouden, besloten de leden mee te doen met een nieuwe op te richten partij. Dat werd dus het ALA. Tijdens de gemeenteraadsverkiezingen kwam Stork in de raad. Stork was van 1975 tot en met 2005 lid van de VVD. In 1978 werd hij gekozen als raadslid in de gemeenteraad van Deventer, waarna hij VVD-raadslid werd in Almelo.
In mei 2009 maakte ALA bekend voor de gemeenteraadsverkiezingen van maart 2010 samen te zullen werken met de lokale partij Almelose Ouderen Verbond. Deze uitgesproken samenwerking leidde in oktober 2009 tot een volledige fusie van de twee lokale partijen. ALA-AOV zullen als één partij de gemeenteraadsverkiezingen van 3 maart 2010 ingaan.
Direct na de gemeenteraadsverkiezingen van 2014 ging ALA samen met de twee partijen BBA en Almelooooo op in een nieuwe partij Lokaal Almelo Samen (LAS).